# 唐門 (日本)

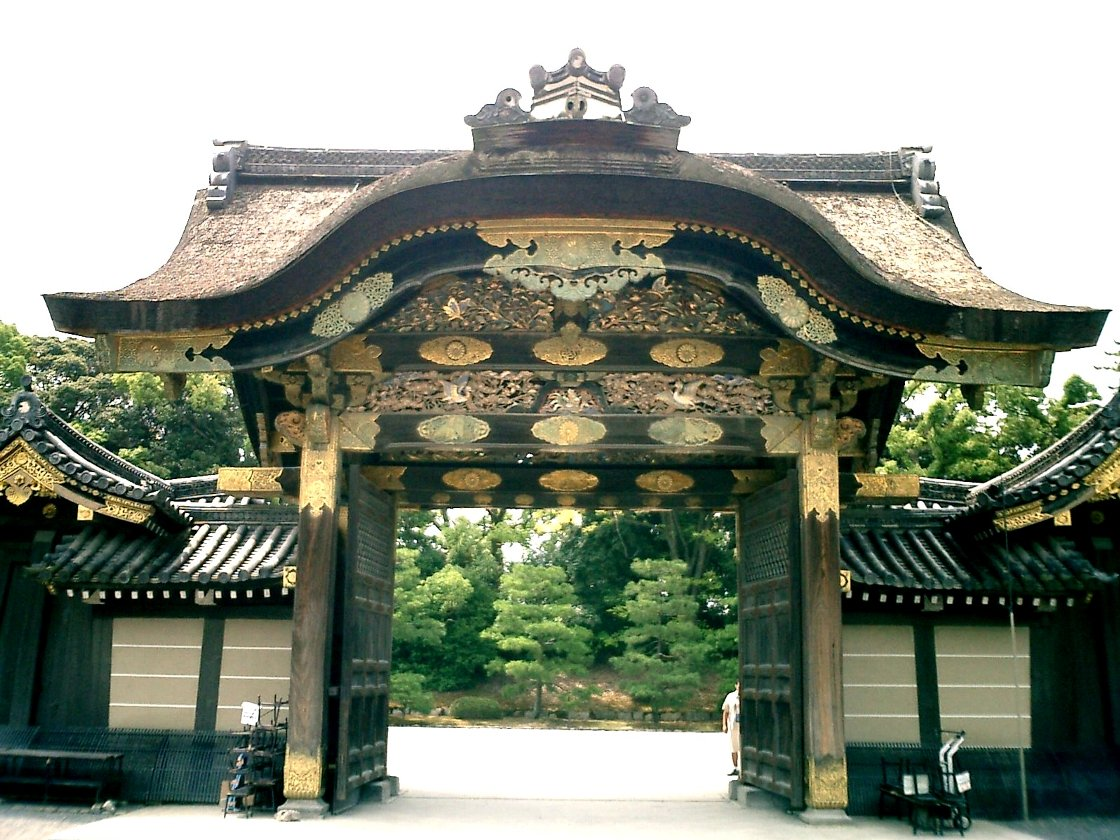
二條城的唐門

唐門（日语：／ Karamon、 Karakado）是日本建築的門，以使用名為唐破风的圓弧形博风板為特徵。唐門常用於日本城堡、佛寺、神社入口，歷史上象徵權威。